# استیو کوگلین
استیو کوگلین (انگلیسی: Steve Coglin; ۱۴ اکتبر ۱۸۹۹ – ۱۹۶۵ (۶۵−۶۶ سال)) بازیکن فوتبال بود.
از باشگاه‌هایی که در آن بازی کرده‌است می‌توان به باشگاه فوتبال گریمزبی تاون و باشگاه فوتبال ووستر سیتی اشاره کرد.